# Искра (журнал)
«И́скра» — еженедельный русский иллюстрированный литературно-художественный сатирический журнал демократической направленности. Издавался в Санкт-Петербурге с 1859 по 1873 год.

## Появление журнала
В 1856—1858 годах Николай Степанов, художник-сатирик и демократ, близкий к редакции «Современника», издавал альбом злободневных карикатур «Знакомые» и при нём литературный «Листок знакомых». Среди других авторов в создании «Листка» участвовал и Василий Курочкин, уже известный поэт, переводчик Беранже. Мишенью для карикатур и текста было социальное неравенство, царящее в обществе. В 1857 году у Степанова и Курочкина возникла идея издавать сатирический журнал «Искра». Тогда же было получено официальное разрешение, однако, ввиду нехватки денег, с выпуском пришлось повременить. Первый номер «Искры» вышел 1 января 1859 года. Редакция расположилась на Моховой ул., 30, на квартире Степанова.
Новое издание заявило своей целью «практическую сатиру», «отрицание ложного во всех его проявлениях в жизни и в искусстве», обещая читателям «упорство… в преследовании общественных аномалий».
Сперва «Искра» выходила объёмом около одного печатного листа, но, с ростом корреспонденции, ради увеличения раздела «Нам пишут», на третий год расширила журнальное пространство до полутора-двух листов. С третьего номера журнал выходил по пятницам, и только в 1864 году — по вторникам.
В Петербурге номер стоил шесть рублей, в провинции — семь с половиной рублей. «Искра» была сравнительно дешёвым изданием, делавшим упор на злободневность. Во многом, поэтому, «роль „Искры“, — по словам Горького, — была огромна: „Колокол“ Герцена был журналом, пред которым трепетали верхние слои общества столиц, „Искра“ распространялась в нижних слоях и по провинции…, она была более доступна и уму и карману наиболее ценного читателя той поры — учащейся молодёжи…».

## Состав редакции и сотрудники

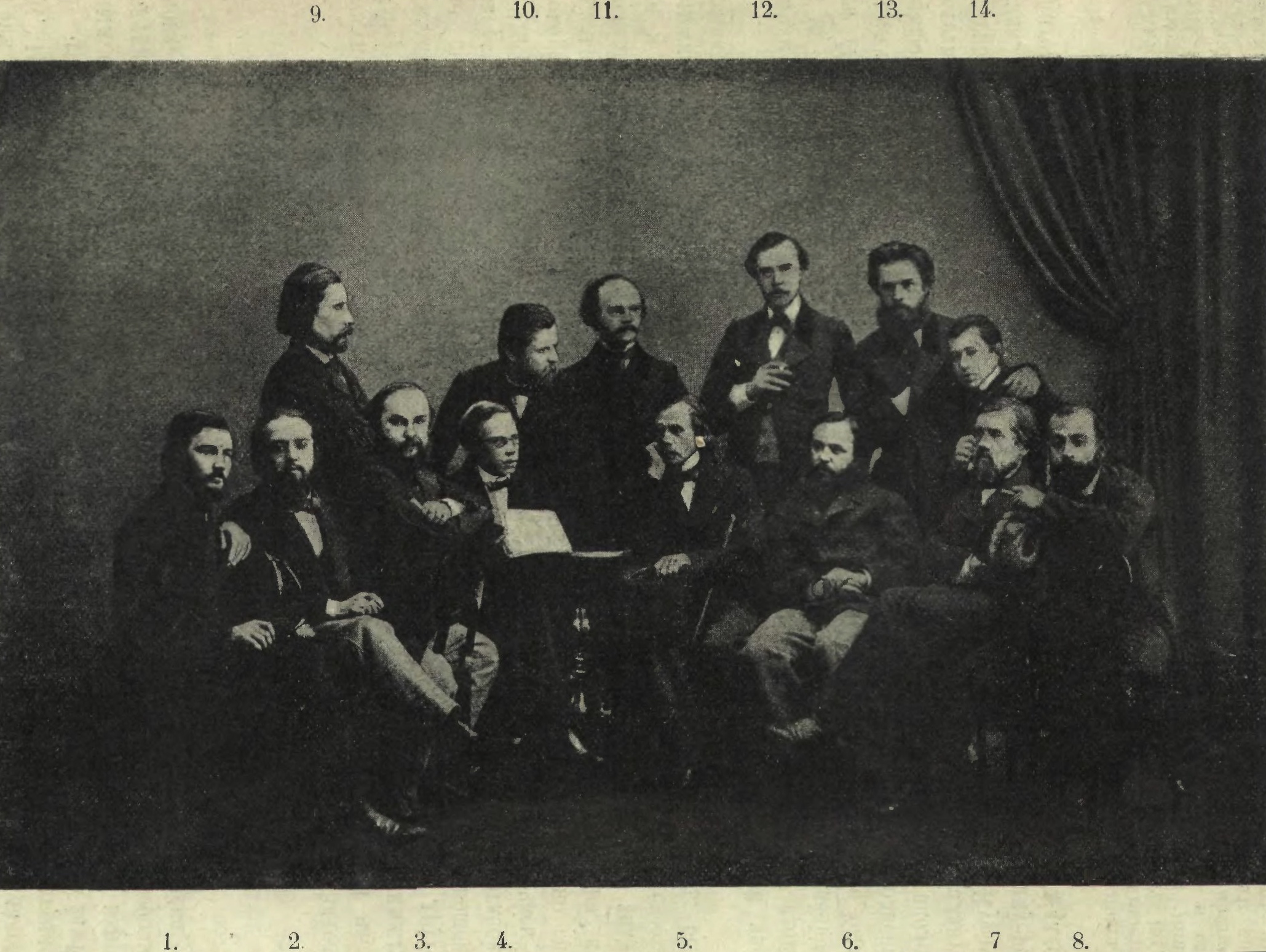
Редакция «Искры» в 1860 году.
1. М. М. Стопановский
2. Д. Д. Минаев
3. Н. С. Курочкин
4. Н. Л. Ломан
5. Н. А. Степанов
6. Вас. С. Курочкин
7. Г. З. Елисеев
8. П. И. Вейнберг
9. Н. В. Иевлев
10. Живописец А. М. Волков
11. Композитор А. С. Даргомыжский
12. В. Тоблин
13. Гравёр П. З. Куренков (ученик Е. Е. Бернардского)
14. С. Н. Степанов (сын Н. А. Степанова)

Компаньоны распределили обязанности. Василий Курочкин занимался литературной частью еженедельника, а Николай Степанов — художественной.
Редакторам удалось привлечь к сотрудничеству лучшие силы тогдашней журналистики. В «Искре» принимали участие поэты Д. Д. Минаев, П. И. Вейнберг, В. И. Богданов, Н. С. Курочкин, Н. Л. Ломан, В. П. Буренин, Г. Н. Жулев, П. В. Шумахер, Л. И. Пальмин, А. М. Жемчужников, Козьма Прутков, Л. А. Мей, Ал. К. Толстой, А. Н. Плещеев, В. Р. Щиглев, прозаики Н. В. Успенский и Гл. Успенский, А. И. Левитов, Ф. М. Решетников, П. И. Якушкин, Н. Н. Златовратский, С. Н. Фёдоров, публицисты Г. З. Елисеев, В. Н. Леонтьев, М. М. Стопановский, Н. А. Демерт, И. И. Дмитриев, И. Н. Кушнерёв и многие другие. По одному-два произведения напечатали в «Искре» Герцен, Добролюбов, Салтыков-Щедрин, Некрасов.
Убедительность и сила сатирических материалов, помещавшихся в журнале, многократно увеличивалась благодаря тому, что литературный текст сопровождался талантливыми карикатурами. С «Искрой» работали такие известные художники той поры, как А. Н. Бордчелли, А. Волков, К. Данилов, Н. В. Иевлев, М. О. Микешин, М. С. Знаменский, Э. Т. Комер, В. Д. Лабунский, С. А. Любовников, А. В. Богданов и другие.
Сами Николай Степанов и Василий Курочкин публиковали множество собственных произведений и принимали деятельное участие в создание чужих, так что иногда сложно оценить, каков вклад в опубликованный материал редакторов и сотрудников, чьим именем они подписаны.
Несмотря на отсутствие монолитности среди поэтов, печатавшихся в журнале, некоторая общность демократических взглядов авторов большинства публикаций привела к тому, что поэтов «Искры» стали иногда воспринимать как единое целое. Как позднее авторов «Сатирикона» стали обобщённо называть «сатириконовцы», так в шестидесятых годах девятнадцатого века в русской литературе появилось понятие «поэты-искровцы».

## Содержание журнала

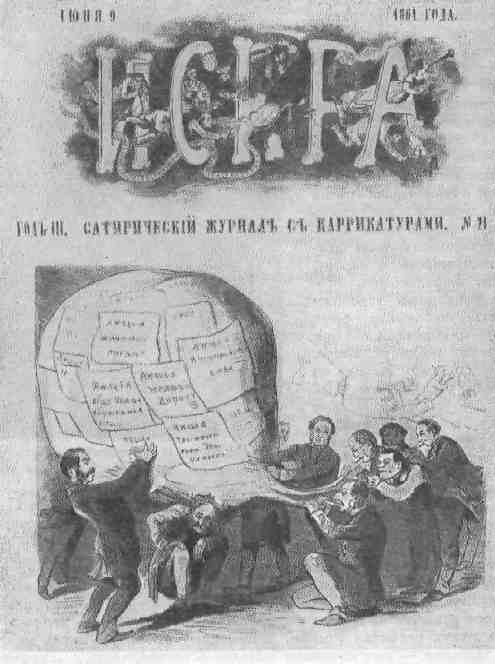
«Искра». Обложка журнала с карикатурой на биржевых дельцов. 1861.

Поскольку журнал был относительно недорог и широко распространялся в провинции, он быстро стал очень популярен. Многие его читатели вскоре сами становились корреспондентами «Искры», так что она обзавелась сетью корреспондентов в разных уголках страны. Авторы раскрывали злоупотребления властью, взяточничество, казнокрадство, неправедный суд. Нервом журнала был публицистический отдел «Нам пишут». Этот отдел, составлявшийся М. М. Стопановским по письмам из провинции, с успехом выполнял обличительные функции. Чиновники весьма боялись стать персонажами очередного материала «Искры». Появилось специальное выражение — «Упечь в „Искру“». Отдел «Нам пишут» стал объектом внимания цензуры. Порой до половины материалов журнала приходилось выбрасывать из номера. Запрещалось называть имена крупных чиновников, названия городов, где происходил произвол и беззаконие. Журнал заговорил эзоповым языком, и каждый читатель уже знал, что на языке «Искры» астраханский губернатор Дегай это «Растегай», псковский губернатор Муравьёв — «Муму», курский губернатор Ден — «Раден». Вологда получила название «Болотянск», Вильно — «Назимштадт» (по фамилии тогдашнего генерал-губернатора Назимова), Воронеж — «Хлебородск» и «Урожайск», Гродно — «Зубровск», Екатеринослав — «Грязнославль», Кострома — «Кутерьмы». Вместо слова «реакционный» редакция употребляла эвфемизм «благонамерен» и т. п. Часто свои произведения искровцы выдавали за переводные. Популярные в «Искре» переводы Беранже на самом деле большей частью были вольными переложениями, делавшимися с учётом российских реалий.
Однако все эти приёмы были понятны и цензорам. С № 29 за 1862 год отдел «Нам пишут» был запрещён. Несмотря на это, редакция продолжала искать формы, в которых можно было бы донести до читателей информацию, о происходящем на местах. Вместо обзоров «Нам пишут» появились «Искорки», где читательские сигналы получили воплощение в виде шуток, афоризмов, пародий, эпиграмм, «Сказок современной Шехерезады».
В «Хронике прогресса» наносились удары по проявлениям реакции в журналистике. Этот раздел анонимно вёл далёкий от легкомысленных шуток публицист крупного масштаба — Г. З. Елисеев. В первой статье Елисеев предупредил читателей: «…Когда не появится в „Искре“ моей Хроники, значит, прогресс подвигается плохо. Если Хроника моя прекратится совсем, пусть разумеют они, что друзья человечества восторжествовали вполне. Тогда уж мне нельзя будет и писать». «Моё назначение состоит вовсе не в том… чтобы смешить, а в том, чтобы приводить людей, смеха достойных, в смешное положение, делать их удобными для смеха». Благодаря этому отделу «Искра» приобретала серьёзное публицистическое значение.
В конце 1860-х годов в «Искре» появилось постоянное сатирическое обозрение иностранной политической жизни «Заметки со всех концов света». Так, искровцы не раз издевались над тем, как русская консервативная и либеральная пресса изображала «ужасы французской революции», «чудовищ и крокодилов Марата и Робеспьера».
Как и многие другие демократические издания, «Искра» выступала за идейную злободневность и общественное предназначение литературы, против «искусства для искусства». В журнале пародировались стихи Майкова, Фета, Случевского. «Искра» принимала активное участие в журнальной полемике, разгоревшейся в связи с выходом романа Тургенева «Отцы и дети». В стихотворении Д. Д. Минаева «Отцы или дети?» Тургенев стал мишенью для критики, в его адрес прозвучали упрёки в клевете на демократов-«детей» и в симпатиях к «русским барам»-«отцам». Не меньший резонанс сопровождал публикацию стихотворной пародии «Война и мир».

## Закат журнала

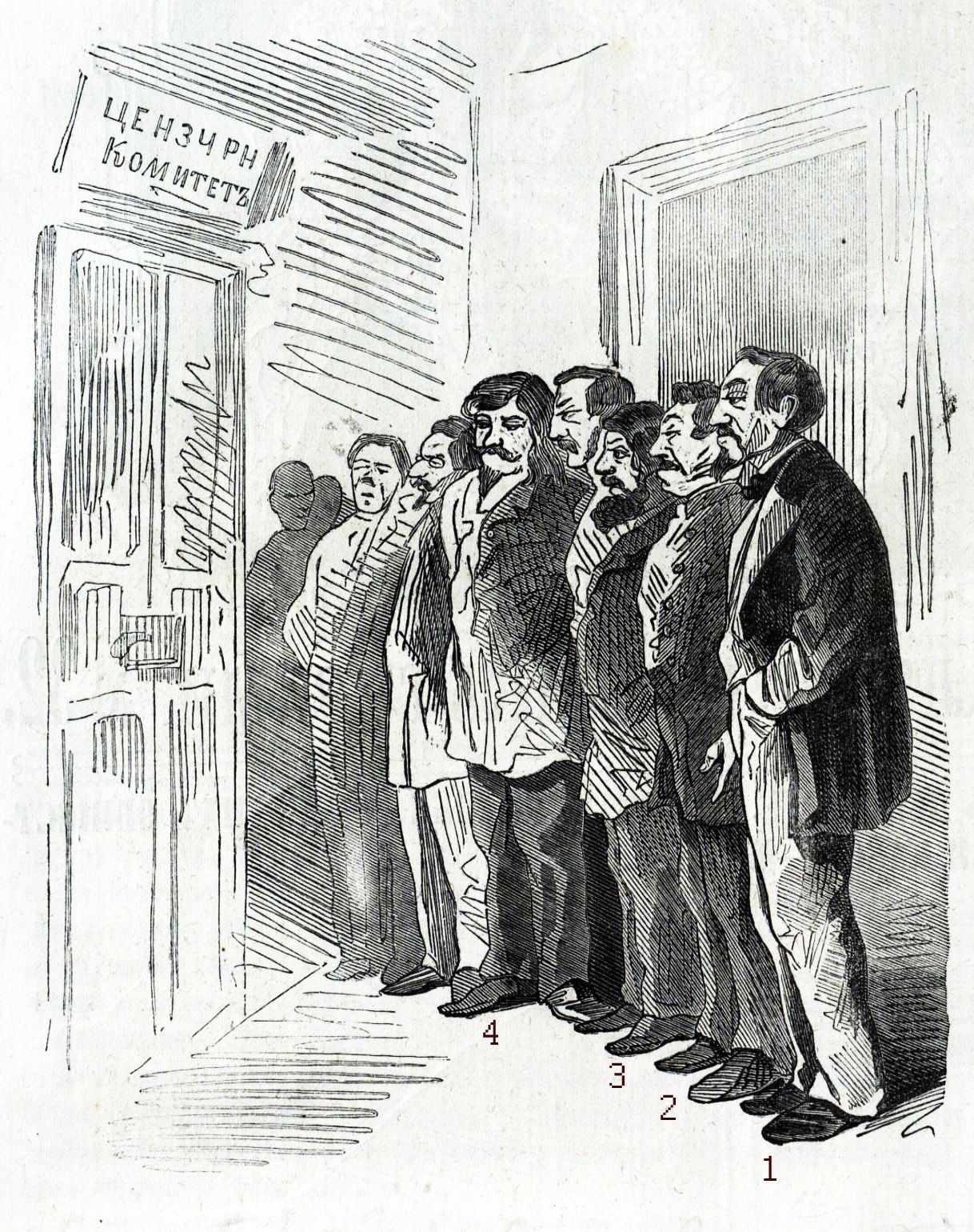
Редакторы журналов отстаивают свои статьи. (1 — Н. А. Некрасов; 2 — В. С. Курочкин; 3 — С. С. Громека; 4 — М. М. Достоевский). Карикатура Н. А. Степанова.
«Искра», 1862, № 32.

С середины шестидесятых, с ростом количества ежедневных изданий, способных быстрее и полнее освещать текущие события, значение «Искры» начинает падать. Кроме того, фатальную роль в судьбе журнала сыграло постоянное внимание цензуры.
С 1862 года власти проявляют повышенный интерес к Курочкину. В 1864 цензурный комитет требует перемены ответственного редактора, и с № 37 за 1864 год редактором (по крайней мере, номинально) становится старший брат Курочкина — Владимир Степанович. В конце 1864 года из редакции выходил «умеренный» Николай Степанов и основывал свой собственный сатирический журнал «Будильник». Тематика журнала мельчала, теперь он больше внимания уделял литературе и театру. Уже в 1865 цензоры могли с чувством гордости за хорошо проделанную работу сказать, что «резкий тон журнала значительно смягчился с устранением от редакции В. Курочкина».
Пытаясь спастись от предварительной цензуры, с 1870 года журнал отказывается от иллюстраций. Но и это не привело к успеху. По меткому замечанию Скабичевского, «Искра» без карикатур стала «мухой без крыльев». Хотя и в таком виде, благодаря изобретательности журналистов, издание остаётся пугалом для цензоров, широкое общественное значение журнала утрачено безвозвратно. Журнал переходит из рук в руки, попадает к В. Леонтьеву. В 1873 начинает публиковать переводные романы (Э. Золя, Г. Мало), переходит на режим двух выпусков в неделю, но это уже агония.
В 1873 году, после трёх предупреждений, «Искра» была приостановлена на четыре месяца, но издание её больше не возобновилось. Формальным поводом для запрещения послужила статья «Журнальные заметки» (1873, № 8). Статья содержала пожелание иметь «…правительство, свободно вышедшее из народа и возвращающееся в него же по миновании своих полномочий, правительство, чуждое бюрократизма и узких кастовых целей…». Текст был сочтён содержащим «превратные и совершенно неуместные суждения о правительственной власти». «Искра» угасла…